# Punt (football américain)
Pour les articles homonymes, voir Punt.

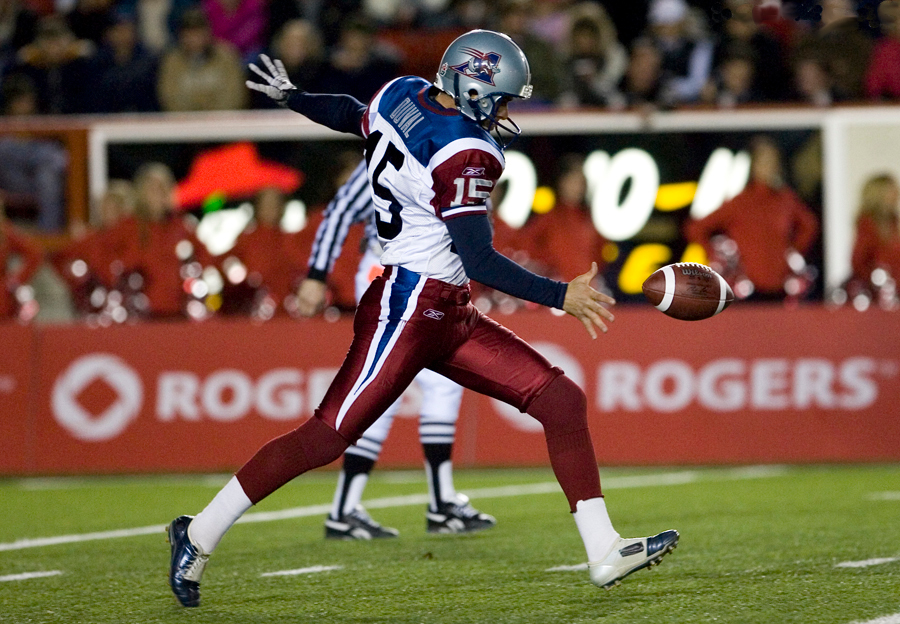
Botté de dégagement de Damon Duval des Alouettes de Montréal le 27 octobre 2007 à Calgary.

Le punt, ou le botté de dégagement au Canada francophone, est une façon de faire avancer le ballon au football canadien et au football américain. Le punt consiste à dégager le ballon le plus loin possible tout en restant dans les limites du terrain.
Lorsqu'une équipe constate qu'elle ne pourra probablement pas accomplir son contrat d'avancer de dix yards dans le nombre d'essais autorisés (quatre au football américain et trois au football canadien), trois choix de jeux s'offrent à elle : tenter l'essai, tenter le field goal ou effectuer un punt. Par exemple sur une situation de quatrième essai où l'attaque ne pourra a priori remplir son contrat, il vaut mieux dégager le ballon par un punt pour repousser la position de départ de l'attaque adverse. À la réception (l'équipe qui effectue le punt pouvant toutefois récupérer la possession après le punt), l'équipe qui est désormais en attaque peut tenter un punt return.
Le joueur qui tente un punt est le punter. Il est parfois différent du kicker.

## Description
Si la distance est trop grande pour tenter le field goal, l'équipe en attaque peut utiliser le dernier essai pour faire avancer le ballon en le bottant afin de le redonner à l'équipe adverse le plus loin possible.
Le punt est réalisé par une unité spéciale, le punter est situé 15 à 17 verges (yards) derrière la ligne de mêlée et reçoit le ballon de la part du long snapper. Il le botte le plus haut et le plus loin possible.
Le joueur de l'équipe adverse qui attrape le ballon cherche à le ramener vers la zone de but de l'équipe qui a botté.
Au football canadien, les joueurs de l'équipe qui botte ne peuvent s'approcher à moins de 5 verges du receveur du botté avant qu'il ne touche au ballon. Le botteur et tous les joueurs qui étaient derrière lui avant qu'il effectue le botté peuvent récupérer le ballon même si aucun joueur de l'équipe adverse n'y ont touché.
Si le ballon botté touche ou traverse la ligne de fond ou la ligne de côté dans la zone des buts, l'équipe qui a effectué le botté marque un point (simple). Si le receveur de botté attrape le ballon dans sa zone de but, il peut faire progresser le ballon ou concéder le (simple). Lorsqu'un (simple) est marqué. L’équipe contre laquelle le simple a été marqué remet le ballon en jeu, premier essai, n’importe où entre les traits de remise en jeu de sa ligne de 35 verges.